# Mémorial de Zhou Enlai et Deng Yingchao
Le Mémorial de Zhou enlai et Deng Yingchao (chinois : 周恩来邓颖超纪念馆) est un musée à Tianjin, en Chine. Le musée de trois étages est dédié à la mémoire du premier ministre Zhou Enlai et à sa femme, Deng Yingchao. On y trouve des photos et des documents des évènements significatifs de leurs vies. Le musée est situé près du parc aquatique de Tianjin.